# Leptothrix mobilis
Leptothrix mobilis es una bacteria gramnegativa del género Leptothrix. Fue descrita en el año 1997. Su etimología hace referencia a móvil. Es aerobia y móvil por flagelo polar. Tiene un tamaño de 0,6-0,8 μm de ancho por 1,5-12 μm de largo. Crece de forma individual, en parejas o cadenas cortas. Forma colonias circulares, lisas y de color marrón oscuro. Temperatura de crecimiento entre 10-37 °C. Oxidasa positiva. Se ha aislado del sedimento de un río en Alemania. 